# 新胜利站
新胜利站位于湖南省益阳市安化县烟溪镇，是沪昆铁路上的火车站。车站由广州局集团怀化车务段管辖，客运每日有一对慢车停靠，不办理货运业务。
新胜利站作为湘黔铁路的一部分于1959年开工、1961年停工，1970年再次开工并于1972年通车:386，当时站内设有2条到发线、1条正线，下行方向为松阳坪隧道。1996年复线化时新增一条股道，并新建新松阳坪隧道:345,6。